# Spotlight (canción de Lil Peep y Marshmello)
"Spotlight" es una canción del productor musical estadounidense Marshmello y del cantante y rapero Lil Peep. Fue lanzado el 12 de enero de 2018 como tributo a Peep tras su muerte. Marshmello inicialmente no tenía planes de lanzar la canción hasta que la madre de Peep hizo dicha solicitud. La canción es el primer lanzamiento póstumo del rapero.

## Antecedentes
Marshmello fue uno de los primeros artistas de la comunidad de la música dance en comentar sobre la muerte de Peep. En una serie de tuits, Marshmello dice que Peep era "la persona más amable" y que habían hablado sobre una colaboración una semana antes. "Peep era la persona más amable. Pasar el rato con él, hablar con él sobre música, las ideas de canciones que íbamos a hacer juntos y la gira fue tan increíble. Todos te extrañarán, hombre", escribió. El 20 de noviembre de 2017, Marshmello hizo un tributo en vivo a su actuación en el Festival GoldRush en Arizona, mezclando la canción del rapero "Beamer Boy" en su set, mientras una imagen grande de Peep leyendo "RIP" apareció en la pantalla detrás de él.
El 20 de diciembre de 2017, se anunció que Marshmello lanzaría la canción el 12 de enero de 2018. Un portavoz dijo que la pareja comenzó a trabajar en la canción antes de que Peep muriera, y que irá acompañada de un video musical. Si bien algunos fanáticos cuestionaron la decisión de Marshmello, dado que otros artistas están reteniendo su trabajo con Peep, él reveló que la madre de Peep lo alentó a publicarlo como un tributo a su hijo. Escribió en un tuit: "No planeaba lanzar la canción hasta que mamá se acercó y me dijo que quería que saliera la música de sus hijos ... ¿qué se supone que debo hacer?". El 10 de enero de 2018, Marshmello reveló el título y la obra de arte de la canción en las redes sociales.

## Posicionamiento en lista
| Lista (2018)                   | Posiciones |
| ------------------------------ | ---------- |
| Austria (Ö3 Austria Top 40)    | 53         |
| Canadá (Canadian Hot 100)      | 73         |
| Hungría (Stream Top 40)        | 34         |
| New Zealand Heatseekers (RMNZ) | 3          |
| Sweden (Sverigetopplistan)     | 61         |
| Reino Unido (UK Singles Chart) | 74         |